# Dumplin' (filme)
Dumplin' (bra: Dumplin; prt: Miss XL) é um filme estado-unidense do género comédia realizado por Anne Fletcher e escrito por Kristin Hahn, com base no romance homónimo de Julie Murphy. Foi protagonizado por Danielle Macdonald, Jennifer Aniston, e Odeya Rush. Estreou-se mundialmente na Netflix a 7 de dezembro de 2018, no Brasil a 8 de fevereiro de 2019, e em Portugal a 21 de março de 2019.

## Elenco
- Danielle Macdonald como Willowdean "Dumplin'" Dickson
- Jennifer Aniston como Rosie Dickson
- Odeya Rush como Ellen "Elle" Dryver
- Maddie Baillio como Millie Mitchellchuck
- Bex Taylor-Klaus como Hannah Perez
- Luke Benward como Bo Larson
- Georgie Flores como Callie Reyes
- Dove Cameron como Bekah Colter
- Harold Perrineau como Lee Wayne / Rhea Ranged
- Kathy Najimy como senhora Mitchellchuck
- Ginger Minj como Candee Disch
- Hilliary Begley como Lucy Dickson
- Sam Pancake como Dale
- Dan Finnerty como Eugene Reed
- Molly McNearney como Delia Shepherd
- Tian Richards como Marcus
- Ryan Dinning como Patrick
- Andrew Fletcher como Tim

## Produção
A 15 de março de 2017, Jennifer Aniston foi escalada para o filme, no papel de Rosie Dickson, a mãe de Dumplin'. A 13 de junho de 2017, Danielle Macdonald foi escalada para o papel da protagonista. A 15 de agosto de 2017, Odeya Rush foi escolhida para o papel de Ellen "El" Dryver, a melhor amiga de Willowdean. A 21 de agosto de 2017, foram escalados Dove Cameron, Luke Benward, Bex Taylor-Klaus, Maddie Baillio, Georgie Flores, e Ginger Minj para o filme.
A rodagem do filme foi iniciada a 21 de agosto de 2017, na cidade estado-unidense de Covington, na Jórgia, e concluída em outubro do mesmo ano. Em setembro de 2018, a plataforma de transmissão contínua Netflix adquiriu os direitos de distribuição do filme.

## Banda sonora
A banda sonora, lançada a 30 de novembro de 2018, apresenta canções escritas ou gravadas pela cantora de música country, Dolly Parton. Parton interpretou todas as músicas do álbum e escreveu seis das doze faixas exclusivas do filme, com as seis restantes sendo regravações de alguns dos sucessos anteriores de Parton, incluindo uma versão com instrumentos de cordas da canção "Jolene". Outros cantores que participaram da banda sonora são Elle King, Miranda Lambert, Mavis Staples, Alison Krauss, Rhonda Vincent, Sia, Macy Gray, Willa Amai, Jennifer Aniston e Danielle Macdonald.
Faixas
| Lista de faixas |                                                             |         |  |
| N.º             | Título                                                      | Duração |  |
| 1.              | "Here I Am" (com Sia)                                       | 4:32    |  |
| 2.              | "Holdin' on to You" (com Elle King)                         | 3:27    |  |
| 3.              | "Girl in the Movies"                                        | 4:34    |  |
| 4.              | "Red Shoes"                                                 | 2:58    |  |
| 5.              | "Why" (com Mavis Staples)                                   | 2:29    |  |
| 6.              | "Dumb Blonde" (com Miranda Lambert)                         | 2:34    |  |
| 7.              | "Here You Come Again" (com Willa Amai)                      | 3:28    |  |
| 8.              | "Who"                                                       | 2:37    |  |
| 9.              | "Push and Pull" (com Jennifer Aniston e Danielle Macdonald) | 3:33    |  |
| 10.             | "If We Don't" (com Rhonda Vincent e Alison Krauss)          | 2:28    |  |
| 11.             | "Two Doors Down" (com Macy Gray e Dorothy)                  | 4:06    |  |
| 12.             | "Jolene" (nova versão com instrumentos de cordas)           | 3:20    |  |
| Duração total:  | Duração total:                                              | 40:06   |  |

| Edição das faixas bónus de fluxo contínuo |                                             |         |  |
| N.º                                       | Título                                      | Duração |  |
| 13.                                       | "Here You Come Again" (Dumplin' Remix)      | 1:57    |  |
| 14.                                       | "Jolene" (Dumplin' Remix)                   | 3:24    |  |
| 15.                                       | "9 to 5"                                    | 2:42    |  |
| 16.                                       | "Dumb Blonde"                               | 2:30    |  |
| 17.                                       | "Two Doors Down"                            | 3:04    |  |
| 18.                                       | "Jolene"                                    | 2:41    |  |
| 19.                                       | "Here You Come Again"                       | 2:25    |  |
| 20.                                       | "Holdin' on to You"                         | 2:47    |  |
| 21.                                       | "Just Because I'm a Woman"                  | 3:03    |  |
| 22.                                       | "Better Get to Livin'"                      | 3:35    |  |
| 23.                                       | "High and Mighty" (com Christ Church Choir) | 3:09    |  |
| Duração total:                            | Duração total:                              | 71:23   |  |

## Reconhecimentos
| Prémios                                     | Data da cerimónia       | Categoria                                                                           | Destinatários e nomeados                            | Resultado | Referências |
| ------------------------------------------- | ----------------------- | ----------------------------------------------------------------------------------- | --------------------------------------------------- | --------- | ----------- |
| Prémios Hollywood Music in Media            | 14 de novembro de 2018  | Melhor Canção Original – Longa-metragem                                             | Dolly Parton e Linda Perry por "Girl in the Movies" | Indicado  | [ 13 ]      |
| Prémios Globo de Ouro                       | 6 de janeiro de 2019    | Melhor Canção Original                                                              | Dolly Parton e Linda Perry por "Girl in the Movies" | Indicado  | [ 14 ]      |
| Associação de Críticos de Cinema da Geórgia | 12 de janeiro de 2019   | Melhor Canção Original                                                              | Dolly Parton e Linda Perry por "Girl in the Movies" | Indicado  | [ 15 ]      |
| Prémios Critics' Choice Movie               | 13 de janeiro de 2019   | Melhor Canção                                                                       | Dolly Parton e Linda Perry por "Girl in the Movies" | Indicado  | [ 16 ]      |
| Prémios Guild of Music Supervisors          | 13 de fevereiro de 2019 | Melhor Canção/Gravação Criada para um Filme                                         | Dolly Parton e Linda Perry por "Girl in the Movies" | Indicado  | [ 17 ]      |
| Prémios Guild of Music Supervisors          | 13 de fevereiro de 2019 | Melhor Supervisão Musical para Filmes com orçamento abaixo de 25 milhões de dólares | Buck Damon                                          | Indicado  | [ 17 ]      |
| Prémios Grammy                              | 26 de janeiro de 2020   | Melhor Canção para Meios de Comunicação Visuais                                     | Dolly Parton e Linda Perry por "Girl in the Movies" | Indicado  | [ 18 ]      |
| Prémios CinEuphoria                         | 2020                    | Melhor ator secundário                                                              | Luke Benward                                        | Indicado  | [ 19 ]      |
| Prémios CinEuphoria                         | 2020                    | Melhor atriz secundária                                                             | Jennifer Aniston                                    | Indicado  | [ 19 ]      |
| Prémios CinEuphoria                         | 2020                    | Melhor canção                                                                       | Dolly Parton e Linda Perry por "Girl in the Movies" | Indicado  | [ 19 ]      |

## Recepção
No sítio eletrónico de agregador de críticas Rotten Tomatoes, o filme possui um índice de aprovação de 86%, com base em 64 avaliações, e uma classificação média de 6,6/10. O consenso crítico do sítio é: "Elevado por uma banda sonora sólida e um elenco incrível, o filme oferece um drama edificante e doce que adiciona novos ingredientes suficientes para uma fórmula reconfortantemente confiável." No sítio Metacritic, o filme tem uma pontuação média ponderada de 53 de 100, com base em 16 críticas, indicando "críticas mistas ou médias".